# IJsscheiding

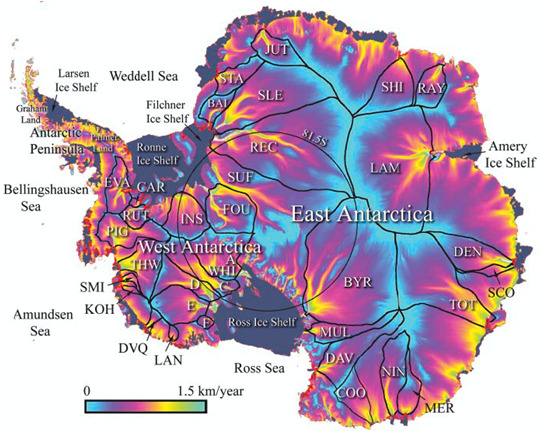
Stroomsnelheden van gletsjerijs op Antarctica. De zwarte lijnen geven ijsscheidingen aan. Duidelijk is te zien dat daar de stroomsnelheden laag (lichtblauw) zijn.

Een ijsscheiding is de grenslijn tussen twee stroomgebieden van gletsjers of ijskappen. Dit begrip is vergelijkbaar met de waterscheiding als het vloeibaar water betreft.
Vanaf een ijsscheiding stroomt gletsjerijs in verschillende richtingen.

## Wetenschappelijke toepassing
Op de plaats van de ijsscheiding in ijskappen is er (nagenoeg) geen beweging van het ijs, doordat ijs in meerdere richtingen hiervandaan weg stroomt. Dergelijke plaatsen zijn interessant voor ijsboringen, omdat hier alleen verticale maar geen horizontale verschuivingen hebben plaatsgevonden. Om die reden worden glaciologische onderzoeksstations nogal eens bij voorkeur op een ijsscheiding geplaatst.